# Dasyvalgus submontanus
Dasyvalgus submontanus är en skalbaggsart som beskrevs av Ricchiardi 1994. Dasyvalgus submontanus ingår i släktet Dasyvalgus och familjen Cetoniidae. Inga underarter finns listade i Catalogue of Life.